# Philips (Hasselt)
Philips had tussen 1955 en 2004 een vestiging in het Belgische Hasselt. Het werd de grootste vestiging van Philips buiten Eindhoven. Een aantal belangrijke productinnovaties, zoals bijv. het cassettebandje, zijn hier ontstaan, ontwikkeld en/of geproduceerd.

## Geschiedenis

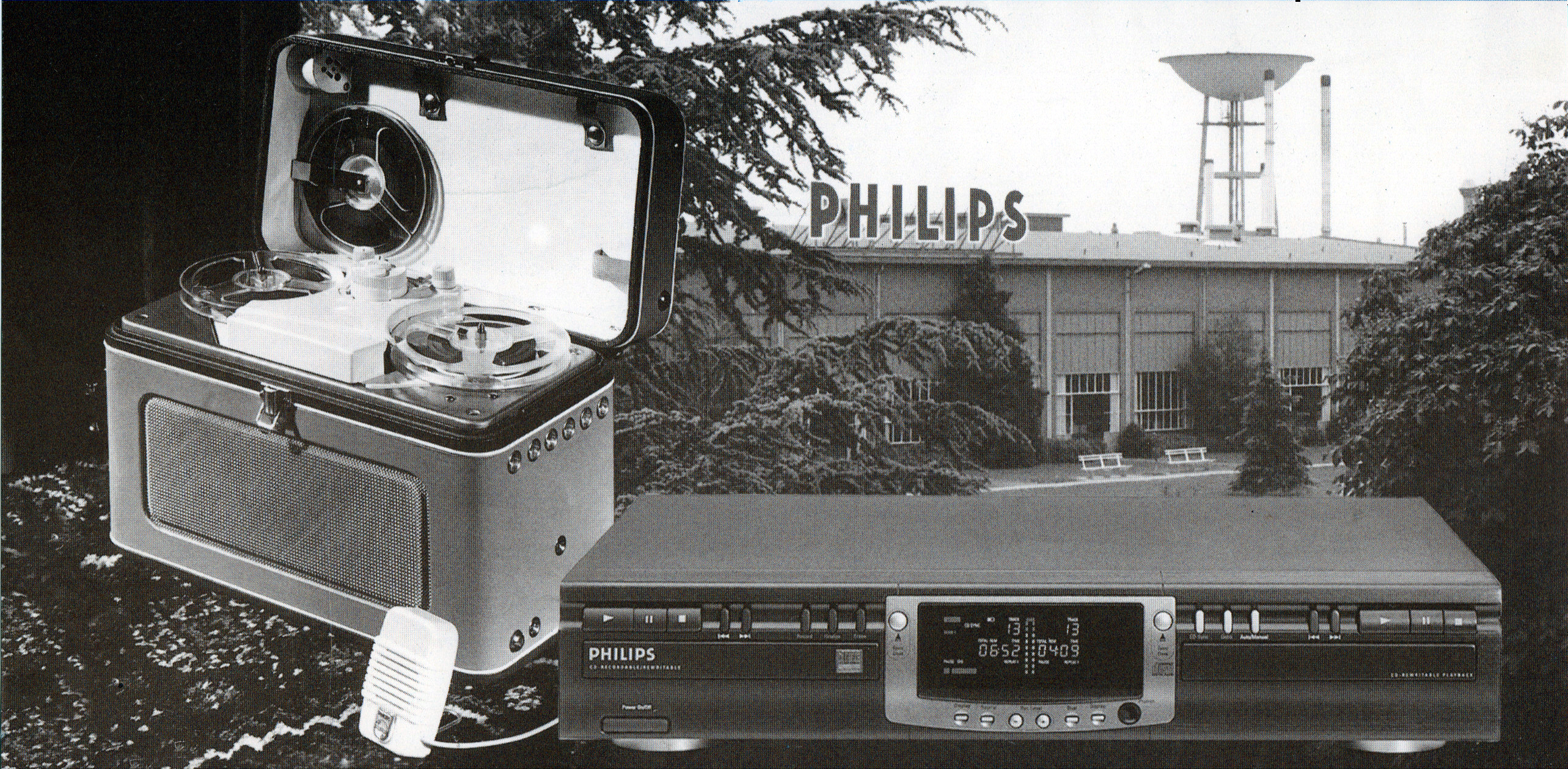
De Philips-fabriek in Hasselt, de eerste bandopnemer en een van de laatste cd-spelers die er geproduceerd werden, met op de achtergrond de watertoren

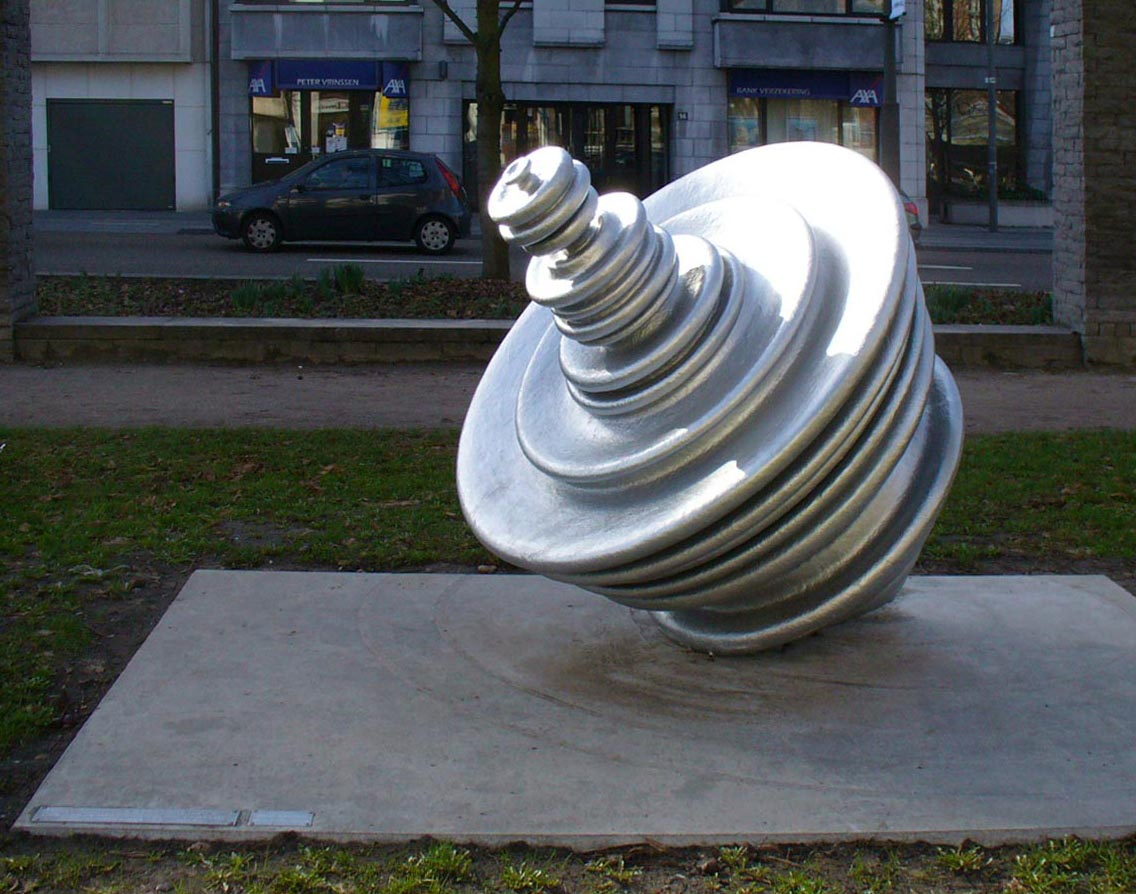
Het beeld "Ode aan de meisjes van Philips" op het Leopoldplein in Hasselt

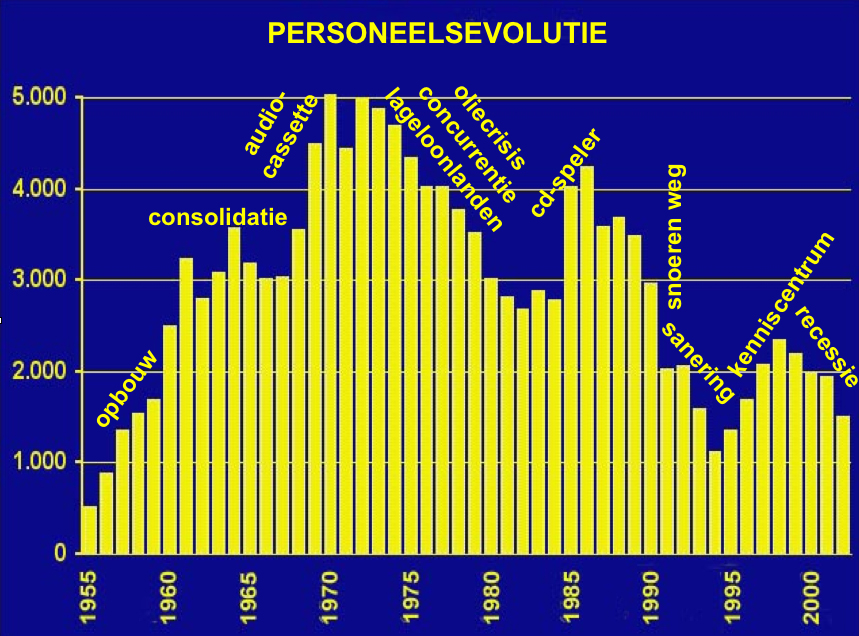
De personeelsevolutie van Philips in Hasselt

Op 2 maart 1954 sloten de stad Hasselt en Philips een overeenkomst. Ten zuiden van de spoorlijn Hasselt-Genk in de Banneuxwijk onteigende de stad een stuk grond voor de oprichting van een fabriek en Philips beloofde de tewerkstelling van minstens 500 werknemers binnen drie jaren. In de voormalige keramiekfabriek aan de Badderijstraat begon op 28 februari 1955 voorlopig de montage van platenspelers, platenwisselaars en luidsprekers en de productie van metalen onderdelen kwam er op gang. De bouw van nieuwe productiehallen en kantoorgebouwen aan de Kempische steenweg was toen reeds aangevat en in januari 1956 al konden burgemeester en schepenen er het beloofde 500ste personeelslid begroeten. Ook de montage van bandopnemers startte er. De oprichter en eerste bedrijfsdirecteur was Willem Giskes.
Vooral jonge vrouwen vonden werk in deze moderne fabriek in een streek waar de industrie tot dan hoofdzakelijk bestond uit kolenmijnen en metaalfabrieken, waar uitsluitend mannen tewerkgesteld waren.
De arbeidsters werkten in een aantrekkelijk beloningssysteem: boven op het basisloon ontvingen zij een premie afhankelijk van de meerprestatie. Het was gebruikelijk dat zij van hun ouders die premie mochten houden om te besteden aan hun opsmuk. De groei van de stad Hasselt tot een van de belangrijkste handelscentra van het land is toen begonnen met de snelle opkomst van handelszaken, vooral in de kledingsector. Om dit in herinnering te brengen werd op 10 november 2010 in Hasselt het beeld "Ode aan de meisjes van Philips" van Irene Judong opgericht.
De Philipsvestiging in Hasselt was de eerste buiten Eindhoven die de geproduceerde producten ook zelf ontwierp. In 1961 werd die activiteit ondergebracht in een nieuw onderzoeks- en ontwikkelingslaboratorium. Tegelijkertijd kwam de bouw tot stand van fabriekshallen voor de productie van kunststof onderdelen en netsnoeren allerhande. De schotelvormige watertoren, een baken voor de omgeving, dateert uit die tijd.
Een mijlpaal in de evolutie van Philips in Hasselt was de uitvinding door Hasseltse ingenieurs van de compactcassette en de cassetterecorder in 1963. Vanuit Hasselt veroverden zij de hele wereld. Het aantal personeelsleden steeg daardoor tot meer dan 5000 in 1970 tijdens het directeurschap van Lou Ottens.
Vanaf 1973 gebeurde de montage in de productieafdelingen niet meer aan de lopende band maar in kleine groepen van 8 à 10 personen. Zij waren verantwoordelijk voor de montage en de controle van een volledig afgewerkt apparaat en hielden regelmatig werkoverleg. Ook met allerlei vormen van werkverruiming werd geëxperimenteerd.
Tien jaar later gaf Philips Hasselt de toon aan inzake flexibiliteit. Allerlei stelsels van deeltijds werk leidden tot behoud van werkgelegenheid voor meer mensen.
Een tweede mijlpaal was de ontwikkeling en productie van compactdiscapparaten in 1983. De medewerkers van Philips in Hasselt kregen die opdracht toegewezen omwille van de hoge kwaliteit die zij afleverden.
Naast hoogwaardige mechanische constructietechniek en geavanceerde elektronica werd Hasselt een centrum van opto-elektronica met laserstraaltechnologie en digitale signaalverwerking als kerngebieden.
Koning Boudewijn bezocht op 9 april 1984 de fabriek en maakte kennis met het enthousiaste personeel en met de compactdiscspeler. Het succes van dit apparaat leidde in 1986 tot de aanwerving van 2000 personeelsleden in 12 maanden tijd. Hun aantal steeg weer tot meer dan 4000 na een terugval in de recessiejaren tussen 1978 en 1982.
Andere primeurs uit de geschiedenis van Philips Hasselt zijn een apparaat uit 1957 waarin een 45-toerenplaatje kon worden geschoven als in een brievenbus, het elektronische orgel Philicorda omstreeks 1964 en de Video Long Player, LaserVision, in 1980, de niet-digitale voorloper van dvd.
Omstreeks 1995 lag het zwaartepunt van de fabriek niet meer in massaproductie, maar onder impuls van bedrijfsdirecteur André Geboers in een nieuwe missie: kenniscentrum zijn voor de ontwikkeling van nieuwe producten voor optische opslag van gegevens en de productietechnologie hiervoor, en die voor massafabricage doorgeven aan lageloonlanden. De eerste productiehal waar ooit arbeidsters handenarbeid verrichtten, werd omgevormd tot een aangepaste werkruimte voor hooggekwalificeerde technici. Na de noodzakelijke sanering die hieraan voorafging tussen 1990 en 1994 bracht deze nieuwe missie weer hoop. Het personeelsaantal verdubbelde van 1.100 naar 2.300 in 1998.
Helaas niet voor lang. De markt van computers waarin de Hasseltse producten werden ingebouwd stuikte in elkaar en de prijzen die ervoor betaald werden daalden snel. Daar was Philips in Hasselt met zijn hoge loonkosten niet tegen opgewassen. De overgebleven 1.450 werknemers moesten eind 2002 aanvaarden dat hun fabriek gesloten werd. Het Amerikaanse bedrijf Jabil Circuit nam een beperkt deel van de activiteiten over, met name de printplatenproductie en de ontwikkelingsafdeling, welke de activiteiten voortzette in het eerste gebouw van de Corda Campus.
In de 48 jaren dat de fabriek, zij het met ups en downs, evolueerde, gaf ze aan meer dan 15.000 gezinnen van medewerkers de gelegenheid om hun welvaart op te bouwen. In de hele wereld werden vanuit Hasselt enkele honderden miljoenen hogekwaliteitsproducten geleverd. Nieuwe kennisgebieden droegen bij tot de ontwikkeling van bedrijven en van het onderwijs in de streek en tot de persoonlijke emancipatie, vooral van vrouwen. Er was een gunstige weerslag op veel andere economische sectoren in het bijzonder in Hasselt en op de levensstandaard van de inwoners.
Een vergelijking met de jeneverindustrie in Hasselt wijst uit dat de jeneverstokerijen goed waren voor een tewerkstelling van 25.000 manjaren gespreid over 200 jaar. Philips daarentegen was goed voor een
tewerkstelling van 150.000 manjaren gespreid over nagenoeg 50 jaar, het zesvoudige van die in de jeneverindustrie, in een viermaal kortere periode.
In de Philipsfabriek bestond ook een Vriendenkring van Technische Ingenieurs van de aldaar tewerkgestelde ingenieurs. In 1962 ontstond uit deze vriendenkring de Vereniging van Vlaamse Technische Ingenieurs VVTI die zou uitgroeien tot de grootste Vlaamse en later de grootste Belgische vereniging van industrieel ingenieurs. 

## SPECS
Als onderdeel van de strategie voor Philips Hasselt stichtte men in 1995 een aparte entiteit SPECS (Solution Provider for Embedded Control Software). Deze had zijn vestiging niet op de traditionele productielocatie maar aan het Leopoldplein in Hasselt. De oprichters van SPECS beoogden een frisse ondernemende geest te scheppen, onder andere door een flexibeler arbeids- en beloningsregime en initieel een minder sterke koppeling met de traditionele productiefaciliteit.
SPECS telde een 35-tal medewerkers en legde zich, dikwijls samen met mensen van de Hasseltse hoofdlocatie en van andere afdelingen van Philips, toe op ontwikkeling van de ingebedde software voor met name producten van Philips. SPECS stond vooral bekend om zijn expertise op het gebied van software voor het Philips TriMedia-platform. Toen het met "Hasselt" al slechter aan het gaan was, heeft men SPECS geherintegreerd en kwam er in 2002 een einde aan het bestaan als aparte eenheid. De medewerkers van SPECS zijn na het einde van "Hasselt" in 2003 vooral terechtgekomen bij de vestiging van Philips in Leuven en de vestiging van Jabil Circuit in Hasselt.

## Nieuwe toekomst
Op de voormalige Philipssite is op dit moment sprake van een verscheidenheid aan nieuwe bedrijvigheid. Er zijn onder impuls van onder andere de Limburgse Reconversiemaatschappij in het kader van de Corda Campus moderne kantoorgebouwen verrezen waar een grote diversiteit aan bedrijven en instellingen aanwezig is.
Men vindt er onder meer Jabil Circuit, dat een deel van de activiteiten van Philips had overgenomen, elektriciteitsbedrijf Luminus en callcenterspecialist IPGlobalnet. Met name in de callcenters heeft men inspanningen gedaan om voormalige Philipsmedewerkers om te scholen. Daarnaast vindt men er uitgever Kluwer, een aantal high-tech bedrijven en ook het Vlaams Agentschap Ondernemen. Hoewel dit voor een groot aantal productiemedewerkers geen oplossing heeft geboden, heeft de site met de ontwikkeling van Corda Campus Hasselt wel een vernieuwing ondergaan en een verscheidenheid aan succesvolle activiteiten en vooral een nieuwe toekomst gekregen.